# Guerra entre la Mafia y la Camorra
La Guerra entre la Mafia y la Camorra fue una guerra entre pandillas de la comunidad italiana en la ciudad de Nueva York que se desarrolló entre 1915 y 1917. Por un lado se enfrentaba la siciliana familia criminal Morello, y por el otro lado las pandillas originarias de Nápoles y la región de la Campania basadas en Navy Street en Brooklyn y en Coney Island a las que se les llamaba Camorra. La disputa por el control de los garitos de Nueva York empezó luego del asesinato de Giosue Gallucci, el indisputado "Rey de la pequeña Italia", y de su hijo sucedido el 17 de mayo de 1915. Los juicios que siguieron en 1918 destruyeron completamente a las pandillas de la Camorra; la protección de la que gozaban fue demolida tras los testimonios de sus propios hombres. Fue el final de la Camorra en Nueva York y el ascenso al poder de los grupos de la Mafia siciliana establecidos en los Estados Unidos.

## Protagonistas
La pandilla Morello, fue dirigida hasta 1909 por Giuseppe Morello y luego por sus medio hermanos maternos, los Terranova, Vincenzo, Ciro y Nicola. Vicenzo y Nicola ocasionalmente usaban el apellido de su medio hermano mayor, Morello, aunque éstos eran legalmente Terranova. Controlaban Harlem y la mayor parte del norte de Manhattan. Morello y sus aliados eran parte de la tradicional Mafia siciliana.
La Camorra, dirigida por Andrea Ricci, era una fuerza poderosa en Brooklyn. A diferencia de la Mafia, la Camorra sacó a sus reclutas de inmigrantes de la región de Nápoles, Italia. Los aliados de la Camorra incluían a las pandillas de Navy Street y de Coney Island, ambas de origen napolitano. Leopoldo Lauratino y Allesandro Vollero dirigían la pandilla Navy Street, y Pellegrino Morano era el jefe de la pandilla de Coney Island
Antes de que este conflicto empezara, las relaciones entre estas pandillas eran relativamente amigables. De hecho, cada año los Morello asistían a una reunión amigable, auspiciada por Ricci, jefe de la Camorra en Brooklyn.

## Juego de poder de Morello
Como cualquier conflicto de pandillas, la guerra entre la Mafia y la Camorra empezó por codicia. En este caso, la ambición de los Morello de controlar los juegos de azar en Manhattan. El primer blanco de los Morello eran los hermanos Del Gaudio que controlaban las operaciones de los juegos de azar en Harlem del Este. Los Morello mataron a Nicolo Del Gaudio e intimidaron a su hermano Gaetano.
Su siguiente blanco, Joseph DeMarco, sería mucho más difícil de subyugar. DeMarco manejaba un restaurante y numerosos establecimientos de juegos de azar en Mulberry Street en el bajo Manhattan. Habiendo enfrentado a los Morello en otras ocasiones, DeMarco había sobrevivido a dos intentos de asesinato y había fallado al tratar de asesinar a Nicholas Morello en una ocasión. La familia Morello decidió pedir ayuda a las pandillas Navy Street y Coney Island para subyugar a DeMarco.

## La conspiración de los Morello
El 24 de junio de 1916, los Morello se reunieron con las pandillas de Navy Street y de Coney Island en Coney Island. La razón de la reunión era repartir entre ellos el control sobre todas las actividades ilegales de Nueva York, incluyendo los juegos de azar, la venta de drogas y la extorsión. En la junta, Nick Morello y su asociado, Steve LaSalle, propusieron matar a DeMarco. Las dos pandillas de Brooklyn accedieron y Lauritano, el jefe de la Navy Street, programó una reunión en su café de Brooklyn para planear el golpe.
Tres semanas después, Nick Morello y sus asociados Steve LaSalle, Ciro Terranova, y Giuseppe Verizzano se reunieron con los miembros de las pandillas en el café de Lauritano. El principal problema en poner en marcha el plan de atacar a DeMarco era que él conocía a todos los Morello y no dejaría que se acercaran a él. Sin embargo, Verizzano era un amigo cercano a DeMarco por lo que se decidió que fuera él fue quien estableciera la trampa. El plan era que Verizzano lograra que un sicario de Navy Street entrara a uno de los garitos de DeMarco y él señalara a DeMarco para luego matarlo.

## Asesinato de DeMarco
El primer intento de asesinato contra DeMarco falló cuando el sicario de Navy Street John Fetto arribó tarde al garito; para ese momento, DeMarco ya se había ido. Los conspiradores descubrieron que un amigo de DeMarco, Joe Nazarro acompañaría a DeMarco esa tarde, complicando la planificación del segundo intento. Para incrementar las chances de éxito, John Esposito fue añadido al complot. Esa tarde, Esposito y Fetto, hicieron su camino hacia un salón de belleza en Elizabeth Street para esperar una señal de Verizzano. Alrededor de las 5 de la tarde, Verizzano llegó al salón y notificó a los sicarios que DeMarco estaba en el garito. Verizzano y los otros dos hombres dejaron el salón y se dirigieron a la entrada del garito.
Verizzano, Esposito y Fetto llegaron a la entrada de la recepción del garito de DeMarco. Nick Sassi, un empleado de DeMarco que se simpatizaba con la pandilla de Navy Street, hizo pasar a los tres hombres por la recepción hacia el interior. Los hombres caminaron a un cuarto trasero donde se llevaban a cabo juegos de cartas. Dentro de esta habitación, DeMarco, Charles Lombardi, otros pandilleros y numerosos espectadores estaban observando el juego de cartas. Para identificar el blanco de Esposito y Fetto, Verizzano se sentó frente a DeMarco. Afuera de la habitación, Sassi y Rocco Valente de Navy Street esperaban parados para asegurarse de que todos tuvieran una ruta de escape segura.
Repentinamente, Esposito sacó su arma y disparó fatalente a Lombardi, el sicario había malinterpretado las señales de Verizzano y pensó que le había disparado a DeMarco. Reaccionando rápidamente, Verizzano se las arregló para matar a DeMarco él mismo. Los sicarios de Navy Street salieron por la ventana de la habitación hacia Oliver Street y lograron escapar. Esa tarde, Nick y Vincent Morello, LaSalle, Terranova y Verizzano viajaron a los cuarteles de Navy Street. Ellos notificaron a Lauritano que Joe DeMarco estaba muerto sin duda; le dieron a Lauritano 50 dólares (1400 dólares a la fecha) para que pagara a sus sicarios.

## El plan de la Camorra
Con la muerte de Joe DeMarco, los Morello fueron capaces de abrir operaciones de juegos de azar en la zona del bajo Manhattan. Sin embargo, para disgusto de los Morello, los grupos de la Camorra también aprovecharon la oportunidad e instalaron sus propios garitos en la zona. Ya que el objetivo de los Morello era tener el monopolio de los garitos en Manhattan, surgió el conflicto.
Al otro lado del East River, las pandillas napolitanas también se estaban volviendo ambiciosas. Allessandro Vollero, un líder importante de Navy Street, no estaba contento de haber ayudado a los Morello en el asesinato de DeMarco. Él decidió romper la alianza. Se realizó una reunión en Filadelfia entre los representantes de Navy Street y los líderes de la Camorra para derrocar a los Morello y tomar completo control de Manhattan. Luego de discutirlo con el jefe de la Camorra, Ricci, los dos grupos acordaron una alianza.
Las pandillas desarrollaron un plan para engañar a los líderes de los Morello, para que asistieran a una reunión en Brooklyn, solo para sorprenderlos y asesinarlos.

## Asesinato de Morello
En 7 de septiembre de 1916, Nick Morello y su asociado Charles Ubriaco viajaron al centro de la ciudad para reunirse con los de Navy Street. Una vez que ya llegaron, les fueron servidas bebidas alcohólicas. Luego de un rato, se les dijo a Morello y a Ubriaco que la gente de Navy Street los estaban esperando en una cafetería. En el camino, fueron atacados. Nick Morello fue disparado por Tom Pagano y Charlie Ubriaco por Thomas Carillo y Lefty Esposito. Ambos murieron en la escena.
Cuando la policía llegó, buscaron en el cuerpo de Morello; encontraron una libreta de ahorros de NY Produce Exchange Bank, en Harlem, con un balance de 1.865 dólares. La policía luego le pidió a Ciro Terranova que fuera y reconociera el cuerpo de su hermano. La policía arrestó a Vollero y fue puesto en una formación de reconocimiento, pero fue liberado 19 días más tarde, por falta de evidencia.
Luego del asesinato de Morello y Ubriaco, fueron contra otros líderes pandilleros de Harlem del Este, matando a Giuseppe Verrazano en el restaurante Italian Gardens de Joseph Conti en el 341 Broome Street el 6 de octubre de 1916 pero no pudieron atacar a otros Morello quienes se mantuvieron en su zona cercana a su casa en la calle 116 este.
Los napolitanos no temían a las investigaciones de la policía porque habían sobornado a oficiales de la policía y la omertà prevenía que los testigos declararan. Sin embargo, en mayo de 1917, Ralph Daniello, alias 'El Barbero', un miembro de la pandilla de Navy Street que había estado presente en las reuniones para decidir los asesinatos, empezó a contar a la policía todo lo que sabía acerca de Morano, las bandas napolitanas y los asesinatos recientes.

## Destrucción de la Camorra
Giuseppe Verrazano, quien era aliado de Morello, quería abrir otro garito; esto no le gusto a la Navy Street así que se organizó un complot contra él. Verrazano divisó a un miembro de Navy Street y trato de asesinarlo pero fue descubierto y se vio en la necesidad de escapar. Muchos asesinatos e intentos de asesinato ocurrieron luego de esto causando que ambos bandos estuvieran inseguros. Ya que la Camorra no puede matar a los nuevos líderes, su complot de destrucción tendría que ser ejecutado indirectamente. Los de la Camorra trataron de usurpar el control del negocio de Ciro Terranova pero sus amenazas fallaron. 
Los miembros asesinados en esta guerra incluyen a Salvatore DeMarco, George Esposito, Gaetano Del Gaudio, Anthony 'The Shoemaker' Parretti, y Joseph 'Chuck' Nazzaro. El hombre que jugó un mayor papel en la victoria de la Mafia fue Ralph Daniello quien testificó contra las actividades de Navy Street, desde asesinatos hasta estafas, dando lugar a numerosas capturas y acusaciones.

## Juicios
Rocco Valenti fue arrestado en enero por la participación en el asesinato de DeMarco y Lombardi. Fue sentenciado a 10 meses de cárcel antes de ser liberado en noviembre de 1918. Después apareció en la corte para testificar contra Charles Giordano en marzo de 1919. Allesandro Vollero fue acusado de asesinato en el caso de Nichollas Morello y Charles Ubriaco. Ralph Daniello testificó contra Vollero, y declaró que la pandilla pagaba a un detective llamado Michael Mealli. Mealli fue degradado y enviado a patrullar las calles.
Luego de esto, el juez Kapper enfermó el 18 de febrero causando una declaración de nulidad de juicio. Vollero fue vuelto a procesar el 4 de marzo y fue sentenciado a cadena perpetua en Sing Sing. Pellegrino Morano, líder de la pandilla de Coney Island, fue condenado por asesinato en segundo grado. Fue sentenciado a 20 años a cadena perpetua en Sing Sing. Alphonso Sgroia, un miembro de la Navy Street, fue sentenciado en junio de 1918 a doce años que cumplió en la Correccional de Clinton por el asesinato de Nick Morello. Sgroia testificó en contra de sus compañeros y recibió un menor tiempo de condena y fue deportado a Italia. La justicia para Morello y Ubriaco no se detuvo ahí.
John Esposito y Antonio Notaro fueron sentenciados en junio de 1918, cada un recibió una condena de 6 a 10 años por la participación en el asesinato. Ciro Terranova fue acusado de cómplice en junio, por su conexión con el asesinato de DeMarco y Lombardi. Johnny Esposito, el asesino de Lombardi, trató de testificar en contra de Terranova, pero una vez que se probó que trabajaban en la misma pandilla, Ciro fue absuelto por falta de corroboración. La sentencia de Ralph Daniello fue suspendida debido al testimonio que había dado. Un asalto le costó 5 años en Coney Island acortó su libertad. Luego de su liberación en 1925, fue encontrado muerto por disparos de pistola cerca de Metuchen, New Jersey.
Frank Fevrola fue declarado culpable por el Juez Tompkins del asesinato de Chuck Nazzaro en 1917. Fevrola fue sentenciado a muerte en Sing Sing. El testimonio fue dado por su misma esposa. Sin embargo, el 14 de abril de 1922, se le notificó al fiscal de distrito Weeks que una moción sería hecha para que el caso de Fevrola volviera a juicio. Todos los testimonios previos fueron retirados por su esposa, explicando que la policía la había amenazado y sobornado para que testificara. El nuevo juicio fue negado por la falsificación del testimonio de Tessie Fevrola. Tompkins negó cualquier forma de nuevo juicio para Fevrola. Un último intento para salvarlo fue hecho por el abogado Thomas O'Neil en mayo de 1923. Faltando siete horas para su ejecución, Tompkins accedió a un nuevo juicio, ahorrándole hasta el 7 de octubre. Su sentencia de muerte fue eventualmente conmutada.
Tony Parretti tuvo suerte pues todos sus cargos a pesar de la muerte de Nazzaro, fueron absueltos. Fue liberado de Sing Sing en 1923, luego de ser juzgado. La muerte de Nick Morello seguía sin ser vengada por la ley. Antonio Paretti fue sentenciado a muerte en Sing Sing por ser parte del asesinato. Parretti originalmente había volado a Italia para evitar la captura. Volvió a Nueva York en marzo de 1926, pensando que los testigos que podrían testificar en su contra ya no estarían. Parretti fue convicto por asesinato en primer grado, a pesar de que los testigos "casualmente experimentaron una falta de memoria" - contestando "no puedo recordarlo" a todas las preguntas que fueron hechas. Esperando la ejecución, la seguridad fue aumentada de 16 a 24 horas al día. Pidió clemencia a políticos, pero no le fue concedida. Fue electrocutado el 17 de febrero de 1926, a la edad de 35 años. Su último visitante fue el futuro jefe de la mafia, Vito Genovese.

## Miembros de cada facción
Mafia - Giuseppe Morello (encarcelado en 1909 por falsificación), Ignazio Lupo (encarcelado en 1909 por falsificación), Vincenzo Terranova (hermano mayor), Ciro Terranova (medio hermano), Nicolo Terranova (hermano menor - asesinado en 1916), Charles Ubriaco (asesinado en 1916), Thomas Lomonte, Fortunato Lomonte.
Camorra - Pellegrino Morano (Jefe de Coney Island), Alessandro Vollero (Líder de Navy Street), Ralph Daniello (Informante), Leopoldo Lauritano, Alphonso Sgroia, Frank Fevrola, Antonio Paretti, Rocco Valenti, Silva Tagliagamba, Aniellio Paretti, Johnny Esposito.
Otros - Giuseppe DeMarco, Generosi Nazzaro, Joseph Conti